# Carlos Emanuel II, Duque de Saboia
Carlos Emanuel II (em italiano: Carlo Emanuele II di Savoia; Turim, 20 de junho de 1634 – Turim, 12 de junho de 1675) foi o Duque de Saboia de 1638 até sua morte. Era o terceiro filho, o segundo homem, de Vítor Amadeu I, Duque de Saboia, e sua esposa Cristina da França, com esta servindo como sua regente desde sua ascensão até 1648.

## Casamentos e posteridade
Casou no Louvre em 4 de março de 1663 por procuração com Francisca Madalena de Orleães (13 de outubro de 1648-14 de janeiro de 1664), filha de Gastão, Duque de Orleães. Sem posteridade, casou de novo em Turim em 20 de maio de 1665 com Maria Joana de Saboia-Nemours (11 de abril de 1644-15 de março de 1724), duquesa de Aumale, condessa de Maulévrier, de Saint-Vallier, Senhora de Anet; era irmã do último duque de Saboia-Nemours, filhos de Carlos (Amadeu) (1624-1652), 4º Duque de Aumale (1641-52), Duque de Nemours, e de Isabel de Vendôme.
Filhos:
- 1 - Vítor Amadeu II (Turim, 14 de maio de 1666-31 de outubro de 1732 Moncalieri), duque de Sabóia na sucessão do pai.[1]

Bastardos:
- 1 - com Gabriella de Meseme de Marolles (morta em fevereiro de 1729): Carlos Francisco delle Lanze (Turim 29 de julho de 1668-18 de março de 1749 Bolonha); Conde delle Lanze e di Vinovo 1677, Governador de Aosta em 1713, Governador da Saboia em 1721. Casou em janeiro de 1691 com Barbara di Piosacco di Piobesi (1675-1721).  Teve um filho, Vittorio Amedeo delle Lanze (Turim 1712-1784 abadia San Benigon di Fruttuaria), diácono em 1736, Abade de San Giusto di Susa em 1743, Abade de Nicosia em 1747, Abade de Lucedio em 1747, Cardeal em 1747, Abade de San Benigno di Fruttuaria em 1749, e uma filha, Gabriella Marianna delle Lanze (Turim 1699-1716) casada em 1716 com Carlo Silvestro Saluzzo (1687-1758) conde de Verzuolo.
- 2 - com uma certa Piatta N: Carlos, morto depois de 1740, chamado "il Cavalier Carlino", Governador de Sassari, conde de Sales.
- 3 - com Maria Giovanna di Trecesson, marquesa de Cavour:  José de Trecesson (1664-1735/1736) abade de Six e Lucedio.
- 4 - com a mesma, Cristina Hipólita (morta em 1730). Casada em fevereiro de 1686 com Carlos Besso Ferrero-Fieschi (morto em 1730) Príncipe de Masserano.
- 5 - Luísa Adelaide (1662-1701 Aosta, tuberculosa) freira em Aosta.